# Nelson Évora
Nelson Évora (20. travnja 1984.) je portugalski atletičar koji je trenutni olimpijski i bivši svjetski prvak u troskoku. 

## Životopis
Nelson Évora rođen u Obali Bjelokosti, gdje su njegovi roditelji došli živjeti iz Zelenortske republike, obitelj se preselila u Portugalu kad je Nelsonu bilo pet godina. On je još uvijek drži Zelenortske rekorde u skoku u dalj (7,57 m) i troskoku (16,15 m)
Nelson je sljedbenik Bahá'í religije.

## Rezultati
27 kolovoza, 2007. godine postao je svjetski prvak u troskoku na Svjetskome prvenstvu u japanskoj Osaki, skokom od 17,74 metra postigao je svoj najbolji rezultat, portugalski nacionalni rekord i drugi najbolji rezultat te godine. Na sljedećem Svjetskome prvenstvu 2009. godine Berlinu osvojio je srebrenu medalju.
Na olimpijskim igrama u Pekingu osvoji je zlato skokom od 17,67 metara, ispred britanca Phillipsa Idowe i Leevana Sanda s Bahama

### Najbolji rezultati
- Skok uvis - 2.07 m (2005.)
- Skok udalj - 8.10 m (2007.)
- Troskoj - 17.74 m (2007.)

## Vanjske poveznice
- Službena stranica Nelsona Evore  Arhivirana inačica izvorne stranice od 26. ožujka 2008. (Wayback Machine)